# In the Future (Black Mountain)
In the Future è il secondo album in studio del gruppo musicale rock canadese Black Mountain, pubblicato nel 2008.

## Tracce
1. Stormy High – 4:32
2. Angels – 3:07
3. Tyrants – 8:00
4. Wucan – 6:01
5. Stay Free – 4:29
6. Queens Will Play – 5:15
7. Evil Ways – 3:25
8. Wild Wind – 1:42
9. Bright Lights – 16:37
10. Night Walks – 3:55

## Formazione
- Stephen McBean - chitarre, voce
- Jeremy Schmidt - mellotron, organo, sintetizzatore
- Amber Webber - percussioni, voce
- Joshua Wells - batteria, percussioni, piano, mellotron
- Ryan Peters - cori